# Опозиція в Казахстані
Казахська опозиція складається з груп та окремих осіб у Казахстані, які прагнуть кинути виклик, з 1986 по 1991   владі радянського Казахстану, а з 1995 року, після прийняття нової конституції та переходу від парламентської форми правління до президентської, лідеру країни Нурсултану Назарбаєву,    а після Касиму-Жомарт Токаєву.   Частина казахстанського демократичного руху. Прихильники руху схильні закликати до парламентської демократії на основі західної моделі, зі свободою слова та політичним і релігійним плюралізмом.

## Історія

### Протести в Казахстані (1986)
У грудні 1986 року відомий і багаторічний Перший секретар ЦК Комуністичної партії Казахстану Дінмухамед Кунаєв був звільнений з посади, його місце зайняв Геннадій Колбін, етнічний росіянин, що викликало невдоволення казахської громадськості. Заворушення та сутички між протестувальниками та поліцією спалахнули 17 грудня на площі Брежнєва (нині площа Республіки) в Алмати і з часом поширилися на інші частини міста. У результаті загинули 168–200 осіб, понад 200 отримали поранення, відбулися масові затримання. 
У червні 1989 року Колбіна змінив етнічний казах Нурсултан Назарбаєв, який раніше обіймав посаду голови Ради міністрів. Після приходу до влади Назарбаєва Казахстан пережив авторитаризм і корупцію, які зіткнулися з опозиційними рухами, які зазнали політичних репресій, що зрештою призвело до зниження громадянської активності та опозиції в країні. 

### Демократичний вибір Казахстану (2001)
17 листопада 2001 року кілька відомих казахстанських чиновників і бізнесменів оголосили про створення Демократичного вибору Казахстана (QDT), де він розкрив свою політику розширення повноважень парламенту, прямих виборів для регіональних органів влади, запровадження виборчої та судової реформ, а також надання більшої свободи для ЗМІ. 
20 січня 2002 року в Алмати відбувся санкціонований мітинг QDT за підтримки Комуністичної партії Казахстану (QKP). QDT закликала до проведення референдуму щодо необхідності продовження демократичних реформ, посилення ролі парламенту в контролі над урядом і Генеральною прокуратурою, прямих виборів акимів і розвитку місцевого самоврядування. У демонстрації взяли участь близько 2000-5000 осіб. 

### Різанина в Жанаозені (2011)
Жанаозен описують як «місто з однією промисловістю». ... зосереджено на застарілому нафтовому родовищі Озен».  У травні 2011 року працівники нафтового родовища Озенмунайгаз оголосили страйк за несплату небезпечних грошей, підвищення заробітної плати та покращення умов праці.  Місцеві суди визнали страйк незаконним, і державна нафтова компанія звільнила майже 1000 співробітників.  Потім деякі звільнені працівники почали цілодобову окупацію міської площі на знак протесту, вимагаючи кращого профспілкового представництва та визнання прав робітників. Страйк тривав місяцями без офіційного втручання.  За даними Радіо Вільна Європа, акція протесту розширилася, «демонстранти були розлючені через те, що вони вважали удушенням колективних переговорів і трудових прав з боку уряду».  У середині грудня деякі робітники на площі почали закликати до права створювати незалежні політичні партії, вільні від впливу уряду.  16 грудня відбулися сутички між протестувальниками та поліцією, яка намагалася вигнати їх із площі під час підготовки до святкування Дня Незалежності. Активісти стверджують, що силовики відкрили вогонь по неозброєних демонстрантах. Влада стверджувала, що "бандити" проникли до протестувальників і почали заворушення першими, створивши відео на підтримку своєї версії подій.  За словами урядовців, було вбито 11 осіб, хоча опозиційні джерела повідомляють про десятки загиблих. 

### Протести в Казахстані (2016)
Протести 2016 року проти земельної реформи в Казахстані — масові несанкціоновані акції протесту, які проводилися в Казахстані проти нових поправок до Земельного кодексу, які почалися 24 квітня 2016 року в місті Атирау . Через три дні мітинги пройшли в містах Актобе та Семей.  Під час перших трьох мітингів влада не намагалася жорстко придушити протести, а намагалася заспокоїти протестувальників і запропонувати інші форми діалогу. Лише 21 травня влада ретельно підготувалася до придушення будь-яких протестів у всіх адміністративних центрах республіки. 

### Протести в Казахстані (2022)
Серія масових протестів, які почалися в Казахстані 2 січня 2022 року після раптового різкого підвищення цін на скраплений газ після скасування встановленого урядом обмеження цін 1 січня. Протести розпочалися мирно в нафтовидобувному місті Жанаозен і швидко поширилися на інші міста країни, особливо в найбільше місто країни Алмати, де демонстрації переросли в жорстокі заворушення, викликані зростанням невдоволення урядом і масовою бідністю.  За даними казахстанських чиновників, під час тижневих насильницьких заворушень і розгонів було вбито 238 людей і понад 9900 заарештовано.  

## Опозиційні партії та організації
- Демократичний вибір Казахстану[kk] [24]
- Демократична партія Казахстану[en] [25]
- Алга Казахстан [26]
- Оян, Казахстан[kk] [27]
- Асоціація матерей Казахстану [28]
- Kok.team [29]
- Femenita [30]

## Символіка
Прихильники казахської опозиції не мають встановленого прапора, на відміну від білоруської опозиції. Зазвичай вони використовують національний прапор Казахстану   і асоціюються з синім кольором.  